# Studeno butje
Studeno butje (bulgariska: Студено буче) är ett distrikt i Bulgarien.   Det ligger i kommunen Obsjtina Montana och regionen Montana, i den nordvästra delen av landet, 90 km norr om huvudstaden Sofia.
Trakten runt Studeno butje består till största delen av jordbruksmark. Runt Studeno butje är det ganska tätbefolkat, med 86 invånare per kvadratkilometer.